# ジャングルウォーズ
『ジャングルウォーズ』（JUNGLE WARS）は、ポニーキャニオンから発売されたロールプレイングゲームのシリーズ、またはその第1作目のタイトル。略称は「JW」。
ゲームボーイで第1作目が、スーパーファミコンで第2作目が発売された。OVAも制作されている。

## シリーズ概要
シナリオ・ゲームデザインは『ファミコン神拳』の「キム皇」こときむらはじめ。動物達と人間が共存するジャングルが舞台で、ジャングルの番人である「ジャングルパパ」の息子「ジャングルボーイ（ボーイ）」が、仲間達とともにジャングルに忍び寄る魔の手から平和を守るという勧善懲悪と少年少女の成長を描いており、児童文学的な要素を持つ。
戦闘はいわゆるターン制を採用している。ボーイが戦闘不能になると、他のメンバーが生き残っていても全滅扱いとなる。また、あくまで敵を懲らしめることが目的で、戦闘に勝利した場合は「○○たちは謝って帰っていった」と表現される。

## ジャングルウォーズ
『ジャングルウォーズ』は、1991年6月21日に日本のポニーキャニオンから発売されたゲームボーイ用ロールプレイングゲーム。
主人公のボーイを操作し、強盗や密猟を行っている「ゴート団」を倒して囚われたパパを救出しジャングルの平和を取り戻す事を目的としている。ゲームシステムは『ドラゴンクエストシリーズ』や『桃太郎伝説シリーズ』に近いものとなっている。
開発はアトリエドゥーブルが行い、監修は『週刊少年ジャンプ』の読者投稿コーナー『ジャンプ放送局』の局長や『桃太郎シリーズ』のゲーム監督を務めるさくまあきら。プロデューサーはPC-8801用ソフト『AD&D ヒーローオブランス』（1989年）を手掛けた有元和彦、ゲーム・デザインはファミリーコンピュータ用ソフト『メタルマックス』（1991年）を手掛けた木村初およびゲームボーイ用ソフト『倉庫番2』（1990年）にてプログラムを手掛けた富沢賢一、音楽はスーパーファミコン用ソフト『らんま1/2 爆烈乱闘篇』（1992年）を手掛けた岡本智郎、キャラクター・デザインは『ジャンプ放送局』やゲーム『桃太郎シリーズ』を手掛けるイラストレーターの土居孝幸が担当している。また、OVA版にて横山智佐が歌唱しているメインテーマ曲がBGMとして使用されており、「ジャンプ放送局」に携わっていた人物が多く参加している。
本作はゲーム誌『ファミコン通信』の「クロスレビュー」にてシルバー殿堂を獲得した。

### ストーリー
平和なジャングルに「ゴート団」を名乗る謎の組織が現れ、強盗や密猟を繰り返しているという。ジャングルパパとボーイはその調査に向かうが、ゴート団に捕まってしまう。パパの機転により脱出したボーイは、パパを助けるとともにジャングルの平和を取り戻すために立ち上がる。

### 仲間キャラクター
ボーイ（デフォルト名。変更可）
主人公。
ミオ
占いオババの孫娘で、魔法使いでもある。父親はシティ（都会）で市長を務めている。
サスケ
何故か服を着て、メガネをかけている子猿。フィールドで木の実を探して入手することで、移動中や戦闘中に回復アイテムのように使えたり、戦闘中敵キャラに投げつけることでダメージを与えられる。

### 助っ人キャラクター
一時的にボーイたちに同行し、戦いの時には手助けもするキャラクターたち。
パパ
ジャングルの平和を守るジャングルパパ。その高い戦闘能力でハンターたちを瞬く間に蹴散らすが、アピーニ・ゴート達の罠にはまって捕らわれの身になる。
ケン
大鷲のテンの息子。ゴート団に捕らわれていたが、ボーイに助けられ共闘する事になる。
リラ
サスケのガールフレンド。都会のサーカスに売られていたが、ボーイたちに助けられる。ある戦いでは一緒に戦う事も可能。
ゴンタ
パンパ・ゴートに捕らわれていた象の子供。助けると「ゾウのラッパ」で呼ぶことが可能。2ターン要するが強力な攻撃が可能。砂漠地帯だけ同行してくれる。

### スタッフ
- ゲーム・デザイン：木村初、富沢賢一、K・IDEA、アトリエ・ドゥーブル
- シナリオ：木村初
- シナリオ・アシスト：ふくだゆきこ
- キャラクター・デザイン：土居孝幸
- マップキャラクタ・デザイン：まさきのりかず
- マップシステム・デザイン：はやしまさのり
- プログラム：富沢賢一、瓦吹隆、なりたりゅういち
- デジタイズ：ほりかわちかし、はせがわひろし、ひろせまさひろ
- 音楽：岡本智郎
- サウンド・プログラム：ほりかわちかし、もりたひろし、富沢賢一
- 音楽プロデューサー：須賀正人
- 宣伝：まつもとやすあき
- 協力：久米憲司、金川政義
- 監修：さくまあきら
- プロデューサー：有元和彦
- エグゼクティブ・プロデューサー：かわはらりょう

### 評価
- ゲーム誌『ファミコン通信』の「クロスレビュー」では7、8、8、7の30点（満40点）でシルバー殿堂を獲得[1][3]。レビュアーは『ドラゴンクエストII』のようなRPGのツボを心得たゲームで開始直後からイベントの連続でテンポよく進みプレイヤーを飽きされないようになっている、物語とキャラクターがマッチしていい感じ、ストーリーはわかりやすいが中盤からイベントのバランスが辛い、画面スクロールは基本的な部分に製作者のこだわりが感じられていいとした者と見難い液晶な上にガタガタしてしまい疲れるため休むことになるとした者で分かれ、RPGファン向けのゲームだとした[1]。「今週のおすすめソフト」の欄では同じ号でレビューした11作品中レビュアー4人中2人が本作を選んだ[1]。

- ゲーム誌『ファミリーコンピュータMagazine』の読者投票による「ゲーム通信簿」での評価は以下の通りとなっており、21.6点（満30点）となっている[2]。

| 項目 | キャラクタ | 音楽 | お買得度 | 操作性 | 熱中度 | オリジナリティ | 総合 |
| 得点 | 4.0        | 3.5  | 3.4      | 3.6    | 3.8    | 3.4            | 21.6 |

## ジャングルウォーズ2 〜古代魔法アティモスの謎〜
『ジャングルウォーズ2 〜古代魔法アティモスの謎〜』（－こだいまほうアティモスのなぞ）は、1993年3月19日に日本のポニーキャニオンから発売されたスーパーファミコン用ロールプレイングゲーム。
主人公のボーイを操作し、古代魔法「アティモス」を復活させ世界征服を画策する「ウルウル団」の野望を阻止しジャングルを救出する事を目的としている。前作に引き続きオーソドックスなロールプレイングゲームとなっているが、攻略順が選択できるなど自由度の高いシステムを特徴としている。

### ゲーム内容
本編ストーリーは一本道であるが攻略順は自由であり、また攻略する必要の無いサブイベントもあるなど、比較的自由度が高いと言える。
しかし、移動に必要な船が消えてしまう等、イベントの進行が不可能になる細かいバグが見られた。
運勢システム
各キャラのステータスに運勢という項目がある。大吉、中吉、吉、凶、大凶の5段階で、大吉だと戦闘勝利時に獲得できる経験値が10%増え、大凶だと10%減る。それ以外の影響は不明。
運勢は、宿屋で休む、占いオババに占ってもらうなどでランダムに変化する。また、一部敵キャラやサスケの戦闘時の行動によって変化することもある。また、「ミシー」という魔法で大吉にすることもできる。
ジャングルトーナメント
ジャングル中から集まった猛者が、最強の座を賭けて戦うトーナメント。負けても特にペナルティは無く、上位に進出すると賞金がもらえる。シナリオが進むにつれ出場者候補が増え、改心し隠棲した前作最終ボスのカーマック、その部下のアピーニ一味、挙句の果てにクリア後にはジャングルパパやウルクザインまでが出場する。パパ、カーマック、ウルクザインは過去の大会の優勝経験者でもある。
イベントとして一度は参加する必要があるが、それ以降は自由参加。ゲーム内時間で数日毎に「今日はジャングルトーナメントです。参加しますか?」との呼び出しがあるので、参加する意志を示すと自動的に開催地へ移動する。
オークション
オークション村で行われているオークションでは、イベントアイテムを除いた全てのアイテムが出品される可能性がある。
ジャングル鉄道
ジャングルを鉄道で結ぶ計画があるが、資金難のため、一部区間しか開通していない。これに寄付することによって、鉄道を延伸させることが出来る。全線開通には100万以上の寄付が必要。
他にもいくつかのサブイベントがある。

### ストーリー
ジャングルに眠る謎の古代魔法「アティモス」を復活させ、その力で世界征服を成し遂げようと画策する「ウルウル団」の野望を阻止するため、再びボーイたちが立ち上がる。

### キャラクター
メインキャラクター3人と助っ人キャラクター1人で構成され、助っ人キャラクターはストーリーの展開により強制的に加入・離脱し、ある程度ストーリーが進むと任意に入れ替えられるようになる。ボーイとミオ以外はプレイヤー側が通常攻撃を指示することは出来ず
、「おまかせ」のコマンドによって通常攻撃か、キャラ毎に定められた様々な特殊行動の中からランダムで決まる。

#### メインキャラクター
ボーイ
主人公。ゲーム中は喋ることはない。
全ての能力値が高水準にバランスが取れており、「たたかう」によって特殊行動を発動することなく攻撃に専念できる。レベルが上がると一定確率で全体攻撃や連続攻撃を行うようになる。
ミオ
ヒロイン。
レベルが上がると全ての魔法が使えるようになり、攻撃役としても補助役としても大きな役割を担う。「たたかう」やアイテム所持を主人公以外で唯一行えるが、攻撃力や守備力は非常に低い。
サスケ
眼鏡をかけた小猿。ボーイのことを「アニキ」と呼ぶ。本作では出生に何らかの秘密があることが示唆されている。
特殊能力の「きのみ」は健在で、前作よりも使える「きのみ」の種類が増えている。素早さは最高だがそれ以外は軒並み低い。全キャラ随一の特殊行動の多彩さを誇るが、その多くは補助系で攻撃頻度は低め。また、マイナス効果をもたらす特殊行動も少なくなく、ギャンブル性の強いトリッキーな性質を有している。レベルが上がると雑魚敵を問答無用で全滅させたり、敵味方全員混乱などの戦況を大きくかき乱すような特殊行動も行うようになる。

#### 助っ人仲間キャラクター
かまわに
鎌を持ったワニ。前作ではゴート団の一員（ボス敵キャラ）として登場した。戦闘中にたこ焼きを食べて寝て負けたり、最終決戦で次々にやられる味方を見てあっさり戦意喪失するコメディリリーフだったが、今作では総帥のカーマックともども古代魔法の伝承者の一人だったことが明らかになる。特殊能力は指定した味方を敵の単体攻撃から守る「かばう」で、HPと攻撃力が高い。サスケを投げつけて大ダメージを与える事ができるが、失敗する事もある。
レオン
ジャングルトーナメントで優勝することを目指して修行している青年。実は狼男で、夜になると狼の姿になりパワーアップする。昼間は夜の事は、自分が狼男であること自体を含めまったく覚えていない。特殊能力は、青年の姿では「ぬすむ」を使用して敵からアイテムを盗み出すことができ、狼男の姿では「ねらう」を使用することができ、普通の攻撃よりも多くのダメージを与えることができる。レベルが上がると格闘技の技を使う事もある。トーナメントに彼が出場していた場合、最強クラスの敵として立ちはだかる。
トーマス
都会に住む少年発明家。体が弱く、ジャングルの別荘で療養していた所、ボーイと出会う。この作品において、最も精神的な成長が見られるキャラ。特殊能力は「メカ」。レベルが上がるごとに使用できる「メカ」が増えていく。攻撃時に発明品を使ったり、ロボを召喚したりする事もある。
マリン
ペンギンの国の王子。魔法を使えるほか（全ての魔法は使えないが、ミオ以外で魔法が使えるのは彼のみ）、動物（敵キャラに同じ）を召喚して、その特殊能力で敵にダメージを与える攻撃ができる。

#### 敵キャラクター
サイキング
ウルウル団の幹部で、鎧とマントに身を包んだサイの巨漢。冷酷だが部下想いであり、戦いに関しては正面からのぶつかり合いを好む。部下のブチ・クラッソとシメ・コ・ロッソを率い、ボスとして何度も戦うことになる相手。
ユーラック
ウルウル団の幹部で、杖を構えた女騎士を思わせる風貌の女性。プライドの高い性格で、女王のように振る舞う。部下のオギョーピーとマーガレットを率い、ボスとして何度も戦うことになる相手。

### 評価
ゲーム誌『ファミコン通信』の「クロスレビュー」では、7・6・8・7の合計28点（満40点）、『ファミリーコンピュータMagazine』の読者投票による「ゲーム通信簿」での評価は以下の通りとなっており、21.6点（満30点）となっている。
| 項目 | キャラクタ | 音楽 | お買得度 | 操作性 | 熱中度 | オリジナリティ | 総合 |
| 得点 | 4.0        | 3.6  | 3.3      | 3.6    | 3.7    | 3.5            | 21.6 |

## OVA
日本アニメーション制作で1991年2月発売。1話9分全4話。

### キャスト
ジャングルボーイ
声 - 田中真弓
ミオ
声 - 横山智佐
サスケ
声 - 鈴木みえ
ジャングルパパ
声 - 玄田哲章
テン
声 - 小杉十郎太
オババ
声 - 上村典子
リラ
声 - 渡辺菜生子
マリーナ
声 - さとうあい
アピーニ
声 - 冬馬由美
ボスゴリラ
声 - 郷里大輔
ヘビ王
声 - 銀河万丈
ボスモグラ
声 - 塩屋浩三

### テーマ曲
オープニングテーマ『ジャングルで遊ぼう!』
作詞:和泉ゆかり
作曲、編曲:安田毅
歌:横山智佐
エンディングテーマ『BOY〜ぼくらの夢の街へ』
作詞:きむらはじめ
作曲:岡本智郎
編曲:中村暢之
歌:横山智佐

### スタッフ
- 総合プロデューサー - 有本和彦
- キャラクター原案 - どいたかゆき
- 監修 - さくまあきら
- 脚本 - 小山真弓
- 音楽 - 安田毅
- 絵コンテ - 白梅進
- キャラクターデザイン、作画監督 - 谷口守泰
- 美術監督 - 工藤剛一
- アニメーションプロデューサー - 遠藤重夫
- 監督 - 黒田昌郎